# Ahmed ar-Rifa'i
Ahmed ar-Rifa'i, né en 1118 à Bassorah, Irak, et mort en 1182 dans le même pays sur Wasit, est un juriste, théologien sunnite, et fondateur de l'ordre soufi Rifa'iyya.
Dans son ouvrage « Wafayāt al-Aʿyān » (Dictionnaire biographique), Ibn Khallikân le présente comme un éminent juriste Shafi'ite et un grand maître spirituel soufi.
Il n'a laissé que très peu d'ouvrages. On connait de lui les « Hikam » (Sagesses), recueil de sentences et de conseils à l'intention de ses disciples, et le « Nidam al-khas li Ahl al-ikhtisas », un précis sur le comportement qu'il est recommandé au soufi d'adopter dans sa relation avec Allâh.